# Valeriano Pastor
Valeriano Pastor (* 6. Dezember 1927 in Triest; † 19. November 2023) war ein italienischer Architekt.

## Leben
Valeriano Pastor studierte Architektur am Istituto Universitario di Architettura di Venezia und war ein Schüler von Giuseppe Samonà. Nach seinem Abschluss 1955 war er zunächst Assistent in den Kursen von Franco Albini und Giuseppe Samonà, dann fest angestellter Dozent und schließlich Professor für architektonisches Design, Dekan des Studiengangs Architektur von 1993 bis 1995 und Direktor der Abteilung für architektonisches Design von 1997 bis 2000 sowie auch Direktor (den Begriff Rektor gab es noch nicht) des Istituto Universitario di Architettura Iuav von 1979 bis 1982.
Neben seiner akademischen Tätigkeit widmete sich Valeriano Pastor seiner Architektentätigkeit, die in den 1950er Jahren durch seine Zusammenarbeit mit Edoardo Gellner und Carlo Scarpa, später mit Ignazio Gardella und schließlich mit Giuseppe Samonà erste Impulse erhielt. Die Zusammenarbeit mit Scarpa umfasste die Erweiterung der Gipsoteca Canoviana in Possagno. Er setzte auch die von Scarpa begonnene Intervention in der Fondazione Querini Stampalia fort, indem er mit seinem Studio an der strukturellen Konsolidierung des Gebäudes und der Neuorganisation des Museums, der Bibliothek und der Räume mit der berühmten von Scarpa entworfenen Innentreppe arbeitete. Zu seinen Arbeiten gehörte die Restaurierung des Caffè Florian, das Negozio Salviati, das Theater in Schio und das Caffè Borsa in Castelfranco Veneto, aber auch viele Privathäuser und Villen bis hin zu wichtigen öffentlichen Aufträgen innerhalb und außerhalb der Region in Venedig und in der Region Venetien, wie das Neue Krankenhaus in Larino und die wiederholten Interventionen in der Bibliothek der Stiftung Querini Stampalia. Zahlreiche Projekte waren auch der Innenarchitektur und der Stadtplanung vorbehalten, einschließlich spezifischer Studien zu Landschaftselementen.
2018 erhielt er die Goldmedaille für italienische Architektur, die von der Mailänder Triennale zusammen mit dem Kulturministerium verliehen wird.
Valeriano Pastor starb am 19. November 2023 im Alter von 95 Jahren. Er war verheiratet mit Michelina Michelotto Pastor, die ebenfalls 2023 starb.